# Bruckberg (Niederbayern)
 For alternative betydninger, se Bruckberg. (Se også artikler, som begynder med Bruckberg)
Bruckberg er en kommune i Landkreis Landshut, i regierungsbezirk Niederbayern i den tyske delstat Bayern. Den hørte indtil områdereformen i 1972 til den oberbayerske Landkreis Freising. Den ligger halvejs mellem Moosburg og Landshut.

## Landsbyer og bebyggelser
Kommunen er dannet af de tidligere selvstændige kommuner Attenhausen, Bruckberg, Bruckbergerau, Gündlkofen, Tondorf og Widdersdorf, og har nu følgende landsbyer og bebyggelser:
| - Almosenbachhorn - Antloh - Asang - Attenhausen - Bachhorn - Beutelhausen - Boybeck - Bruckbergerau - Buch - Buchberg - Edlkofen - Eggersdorf - Engelsdorf - Gredhaus | - Gündlkofen - Hack - Hader - Hartshausen - Haslach - Hetzenweb - Kehlhof - Kollmann - Kreut - Langmaier - Oberlenghart - Pörndorf - Prüglried - Reichersdorf | - Reith - Ried - Schlagkreut - Schlott - Sittenau - Solomann - Spanneck - Tondorf - Unterlenghart - Weihern - Wendlöd - Widdersdorf - Winklmaier |